# Turkish Petroleum Company

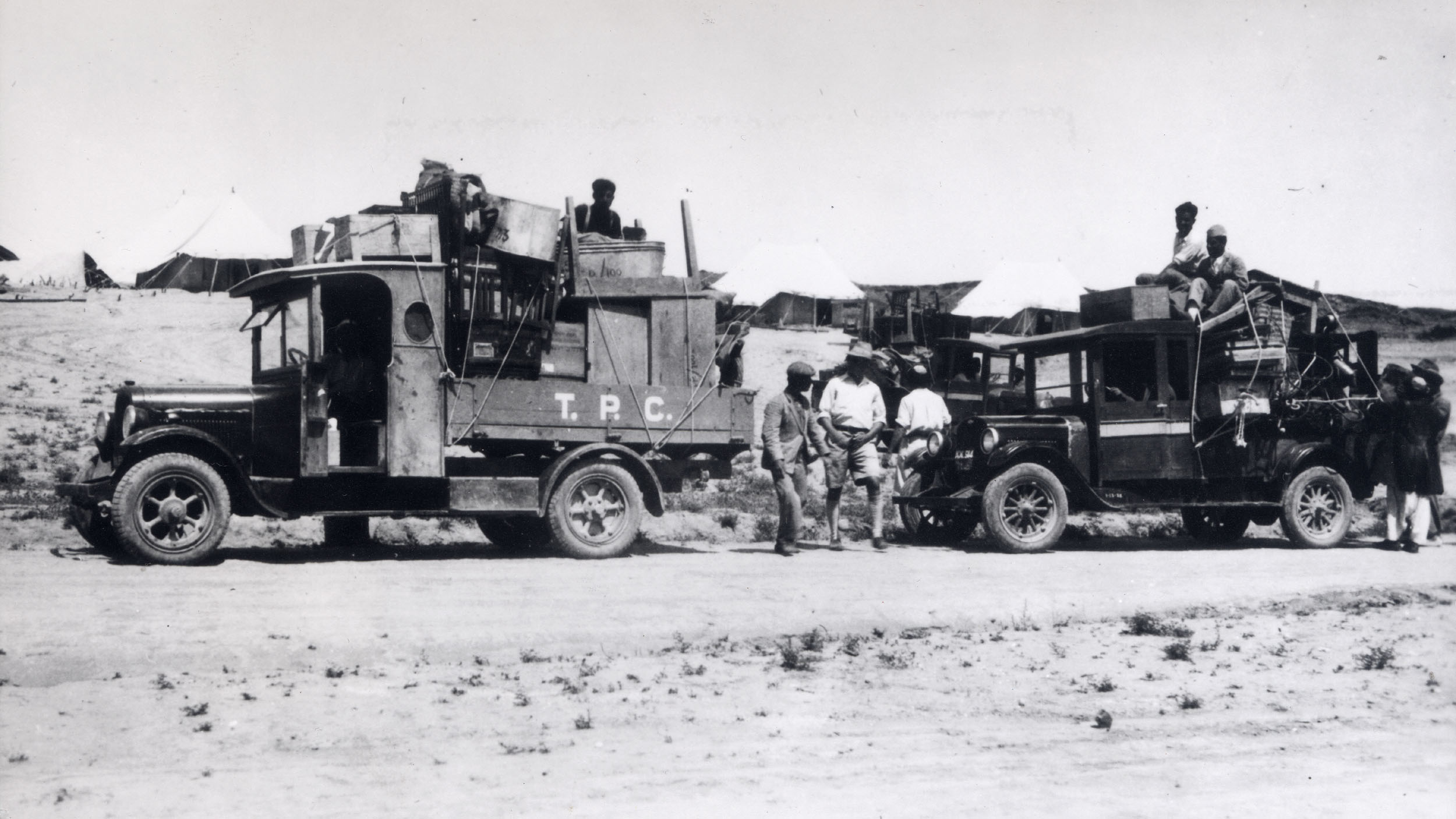
Refraktionstrupp 1928 im Irak, auf dem Marsch für die Turkish Petroleum Company

Die Turkish Petroleum Company (TPC) wurde 1912 unter der Leitung von Calouste Gulbenkian mit dem Ziel gegründet, vom Osmanischen Reich eine Konzession zur Ölförderung im Gebiet des heutigen Iraks zu bekommen. Vor dem Ersten Weltkrieg vereinigte sie sich 1914 kurzzeitig mit der Anglo-Persian Oil Company und Royal Dutch Shell. 1929 wurde die TPC in Iraq Petroleum Company umbenannt. Die Unternehmensteile im Irak wurden 1972 verstaatlicht und in der Irak National Oil Company vereint.

## Eigentümer 1914
Die ursprünglichen Aktienanteile verteilten sich wie folgt:
- Anglo-Persian Oil Company (BP) 50 % (Der Brite William Knox D’Arcy hatte 1901 vom persischen Schah eine Ölförderkonzession für 60 Jahre erhalten und fand 1908 Öl. Als sein Konsortium fast pleite war, sprang die britische Admiralität ein und übernahm die Anglo-Persian Oil zu 51 Prozent in staatlichen Besitz. Daraus wurde später die British Petroleum.)
- Anglo-Saxon Petroleum Co. (Royal Dutch Shell) 25 %
- Deutsche Bank 25 % (Bei den Verhandlungen über die Finanzierung der Bagdadbahn hatte die Deutsche Bank 1912 vom Sultan eine Konzession erhalten, die der Bagdad-Eisenbahngesellschaft als Wegerecht die Konzessionen auf alle Öl- und Mineralvorkommen entlang eines 20 km breiten Streifens beiderseits der bis Mosul reichenden Eisenbahnlinie sicherte.)
- Calouste Gulbenkian 5 %, Mr. Five Percent

Der Ausbruch des Ersten Weltkriegs 1914 stoppte alle Förderpläne.

## Eigentümer 1920–1928
Nach dem Ersten Weltkrieg wurde der Anteil der Deutschen Bank im April 1920 auf der Konferenz von Sanremo (bei der sich die Alliierten über die Aufteilung der arabischen Provinzen des Osmanischen Reichs einigten) von Frankreich übernommen. Daraus entstand dann die staatliche Compagnie Française de Pétrole (CFP).
Zusammen mit den Ölquellen im Iran befand sich damit der gesamte Nahe Osten unter britischer Kontrolle.
Im Juli 1928 wurde das Red Line Agreement vereinbart.
Die Anteilseigner des Unternehmens waren 1928 Anglo-Persian Oil Company (1935 umbenannt in Anglo-Iranian Oil Company (AIOC) und 1954 in BP), RoyalDutch/Shell, Compagnie française des pétroles (CFP) und Near Est Development Corporation (ein Konsortium aus zunächst fünf, schließlich nur noch zwei US-amerikanischen Unternehmen, der Standard Oil Company of New York (Socony) und der Standard Oil Company of New Jersey (Esso)). Jede Anteilsgruppe erhielt 23,75 Prozent der Turkish Petroleum Company; die verbleibenden fünf Prozent erhielt Calouste Gulbenkian.